# Tuvtjärnen (Degerfors socken, Västerbotten, 714618-168971)
Tuvtjärnen är en sjö i Vindelns kommun i Västerbotten och ingår i Umeälvens huvudavrinningsområde.